# Marlines
La Marlines s.a era una compagnia di navigazione greca fondata nel 1982 da Panyotis Marangopoulos.

## Storia
La Marlines cominciò i suoi servizi nel 1983, immettendo la Lady M (già Ulster Prince nella flotta P&O) sulla classica rotta Ancona - Igoumenitsa - Patrasso. Negli anni successivi conobbe una certa espansione, sfruttando l'aumento dei flussi di turisti di quegli anni; la flotta fu costantemente ampliata negli anni successivi, con gli acquisti di diverse navi in Nord Europa ed in Giappone. Oltre alla linea iniziale ne furono aperte diverse altre, tra cui dei collegamenti tra Cipro e Libano; il 24 febbraio 1990 la Baroness M, in servizio su questa rotta, subì un cannoneggiamento da una nave militare (identificata dal comandante come siriana), che causò una vittima e quindici feriti a bordo. La nave riuscì ad arrivare autonomamente a destinazione, ma la linea fu in seguito chiusa. Furono poi aperti anche una più classica rotta Brindisi - Igoumenitsa - Patrasso e diverse altre linee lunghe dall'Italia verso la Turchia, Creta e Cipro.
Tuttavia, la Marlines non riuscì a far fronte all'introduzione da parte delle compagnie concorrenti di navi sempre più moderne e veloci, tendenza accelerata a partire dal 1995, quando la neonata Superfast Ferries introdusse un collegamento diretto Ancona - Patrasso in 20 ore. La compagnia non riuscì a raccogliere le risorse per introdurre nuove navi e ridusse man mano i propri servizi, passando dalle sei navi in servizio effettivo del 1994 alle sole due del 1999. Nell'agosto 1996 la Charm M, impegnata nei collegamenti tra Turchia e Ancona, causò diverse proteste da parte dei passeggeri per via di gravi disservizi a bordo, tra i quali il mancato funzionamento dei servizi igienici.
Dal 2000, la compagnia offrì servizi con una sola nave (l'ex ro-ro Duchess M) su linee secondarie e su base stagionale, rimanendo presente fino al 2008 sulla Bari - Durazzo. Tuttavia, nell'estate 2009 anche questo collegamento fu sospeso e la nave rimase in disarmo, segnando di fatto la fine delle attività per la compagnia.

## Flotta
| Traghetto  | Immagine | Numero IMO | Dimensioni (m)        | Stazza (t.s.l.) | Velocità (nodi) | Passeggeri | Automobili | Costruzione             | Anni di servizio per Marlines                                                           |
| ---------- | -------- | ---------- | --------------------- | --------------- | --------------- | ---------- | ---------- | ----------------------- | --------------------------------------------------------------------------------------- |
| Lady M     |          | 6622587    | 115,20 x 16,50 x 4,10 | 4369            | 17              | 1311       | 230        | 1967 come Ulster Prince | 1982 - 1984                                                                             |
| Princess M |          | 7314979    | 103,85 x 17,51 x 4,45 | 6399            | 18,5            | 864        | 235        | 1974 come Penn-Ar-Bed   | 1984 - 1989                                                                             |
| Baroness M |          | 6723654    | 111,10 x 17,10 x 4,30 | 6280            | 19              | 1200       | 250        | 1967 come Lion          | 1985 - 1997                                                                             |
| Countess M |          | 6809678    | 134,63 x 21,87 x 4,8  | 10093           | 17              | 1800       | 400        | 1968 come Leopard       | 1986 - 2000                                                                             |
| Queen M    |          | 7111731    | 152,63 x 21,95 x 5,28 | 13102           | 21              | 1180       | 250        | 1972 come Rangatira     | 1986 - 1990                                                                             |
| Crown M    |          | 6609834    | 141,7 x 20,25 x 6,7   | 9499            | 23              | 1800       | 350        | 1966 come Jupiter       | 1990 - 2005 (in disarmo dal 1997, dal 2000 come Byblos)                                 |
| Duchess M  |          | 7006819    | 111,66 x 17,07 x 4,97 | 6576            | 18              | 1000       | 230        | 1970 come Wanaka        | 1990 - 2014 (nel 2000 operò come Balbek)                                                |
| Dame M     |          | 7236335    | 160,0 x 22,86 x 5,50  | 14015           | 22              | 1700       | 500        | 1972 come Ferry Akashi  | 1991 - 2000 (entrata in servizio nel 1994, spesso noleggiata a CoTuNav nei mesi estivi) |
| Grace M    |          | 7231359    | 150,09 x 22,86 x 5,3  | 7009            | 22              | 1185       | 500        | 1972 come Ferry Nagato  | 1991 - 2003 (mai entrata in servizio; dal 1998 nome Felicia)                            |
| Charm M    |          | 6710906    | 134,63 x 21,87 x 4,82 | 8888            | 16              | 1300       | 350        | 1967 come Dragon        | 1992 - 1998 (1992 - 1994: in servizio come Viscountess M)                               |

### Rotte
- Ancona - Igoumenitsa - Patrasso: 1983 - 1997
- Brindisi - Igoumenitsa - (Corfù) - Patrasso: 1991 - 1993
- Bari - Igoumenitsa - (Patrasso): 1994 - 2001 (collegamenti con Patrasso solo nel 1994)
- Ancona - Patrasso - Candia - Turchia: 1987 - 1990 (porto d'approdo in Turchia variabile tra Kuşadası e Smirne).
- Ancona - Patrasso - Candia - (Rodi) - (Limassol): 1991 - 1993 (nel 1993, eliminati gli scali a Rodi e Cipro)
- Pireo - Limassol - Libano/Israele: 1990; 1996.
- Bari - Patrasso - Çeşme: 1994 - 1997.
- Bari - Bar/Durazzo: 2001 - 2008
- Bari - Cattaro: 2002